# エノー伯

エノー伯の紋章

エノー伯（フランス語: comté de Hainaut）は、中世ネーデルラントのエノー伯領の領主である。

## 歴代エノー伯

### 諸家
- アンゲラン1世（870年 - 880年）
- レニエ1世（880年 - 898年） - レニエ家
- シガール（898年 - 920年）
- アンゲラン2世（920年 - 925年）

### レニエ家
- レニエ2世（925年 - 932年）
- レニエ3世（940年頃 - 958年）

### 諸家
- ゴドフロワ1世（958年 - 964年） - 下ロートリンゲン副公（959年 - 964年）
- リシェ・ド・モンス（964年 - 973年） - 下ロートリンゲン副公（964年 - 973年）
- ルノー・ド・モンス（973年）

### レニエ家
- レニエ4世（973年 - 974年）
- ゴドフロワ2世（974年 - 998年） - アルデンヌ家、ヴェルダン伯ゴットフリート1世
- レニエ4世（復位）（998年 - 1013年）
- レニエ5世（1013年 - 1039年）
- エルマン（1039年 - 1051年）

### フランドル家
- ボードゥアン1世（1051年 - 1070年）
- アルヌール（1070年 - 1071年）
- ボードゥアン2世（1071年 - 1098年）
- ボードゥアン3世（1098年 - 1120年）
- ボードゥアン4世（1120年 - 1171年）
- ボードゥアン5世（1171年 - 1195年）
- ボードゥアン6世（1195年 - 1205年）
- ジャンヌ（1205年 - 1244年）
- マルグリット1世（1244年 - 1246年、1257年 - 1280年）

### アヴェーヌ家
- ジャン1世（1246年 - 1257年）
- ジャン2世（1280年 - 1304年）
- ギヨーム1世（1304年 - 1337年）
- ギヨーム2世（1337年 - 1345年）
- マルグリット2世（1345年 - 1356年）
  - 神聖ローマ皇帝ルートヴィヒ4世と共同統治（1345年 - 1347年）

### ヴィッテルスバック家（バヴィエール家）
- ギヨーム3世（1356年 - 1389年）
- アルベール1世（1389年 - 1404年）
- ギヨーム4世（1404年 - 1417年）
- ジャクリーヌ（1417年 - 1433年）

### ヴァロワ＝ブルゴーニュ家
- フィリップ1世（1433年 - 1467年）
- シャルル1世（1467年 - 1477年）
- マリー1世（1477年 - 1482年）

### アブスブール家
- フィリップ2世（1482年 - 1506年）
- シャルル1世（1506年 - 1555年）
- フィリップ3世（1555年 - 1598年）
- イザベル1世（1598年 - 1621年）
  - アルベール2世と共同統治
- フィリップ4世（1621年 - 1665年）
- シャルル3世（1665年 - 1700年）

### ブルボン＝アンジュー家
- フィリップ5世（1700年 - 1710年）

### アブスブール家
- シャルル4世（1711年 - 1740年）
- マリー2世（1740年 - 1780年）

### アブスブール＝ロレーヌ家
- ジョゼフ1世（1780年 - 1789年）
- レオポルド1世（1790年 - 1792年）

### サクス＝コブール・エ・ゴータ家/ベルジック家
- レオポルド2世（1859年 - 1869年）
- ボードゥアン7世（1930年 - 1934年）
- エリザベート（2001年）
  - 同年、アルベール2世により廃止（リエージュ公を参照）